# Colonia Militar Elpidio Berlanga de León
Colonia Militar Elpidio Berlanga de León är en ort i Mexiko.   Den ligger i kommunen Ensenada och delstaten Baja California, i den nordvästra delen av landet, 2 100 km nordväst om huvudstaden Mexico City. Colonia Militar Elpidio Berlanga de León ligger 26 meter över havet och antalet invånare är 747.
Terrängen runt Colonia Militar Elpidio Berlanga de León är platt åt sydväst, men åt nordost är den kuperad. Havet är nära Colonia Militar Elpidio Berlanga de León åt sydväst. Runt Colonia Militar Elpidio Berlanga de León är det glesbefolkat, med 8 invånare per kvadratkilometer. Närmaste större samhälle är Emiliano Zapata, 5,5 km söder om Colonia Militar Elpidio Berlanga de León. Omgivningarna runt Colonia Militar Elpidio Berlanga de León är i huvudsak ett öppet busklandskap.